# California State Route 52
State Route 52 (em português Rota Estadual 52), mais conhecida como SR 52 , ou também Route 52 é uma rodovia estadual localizada em San Diego, no estado da Califórnia, com extensão desde o Parkway La Jollana Rodovia Interstadual 5 (I-5) em La Jolla, San Diego, até a SR 67 em Santee.  A rodovia liga as principais rotas do norte-sul do concelho, incluindo vias como Rodovia Interstadual 5 (I-5) , Interstate 805, SR 163,  Rodovia Interstadual 15 (I-15), SR 125 e a SR 67. A SR 52 passa pelo norte da Falha de Rose Canyon antes de atravessar a  Marine Corps Air Station Miramar (MCAS Miramar). SR 52 também é conhecida regionalmente pelos nomes de Soledad Freeway e San Clemente Canyon Freeway.
Planos para uma rota entre La Jolla e Santee datam de1959, e a SR 62 foi oficialmente nomeada 1964. Sua construção se iniciou em 1966a partir do cruzamento entre a I-5 e a Ardath Road, que conduz a La Jolla. Ela continuou com a construção da San Clemente Canyon Road, que foi posteriormente ampliada e recapeada para se tornar a SR 52. A estrada foi completa a oeste até a I-805 em 1970, e foi construída em dois estágios de lá até a Santo Road, a leste da I-15. A última fase do projeto foi completada em 1988.

## Descrição da rodovia

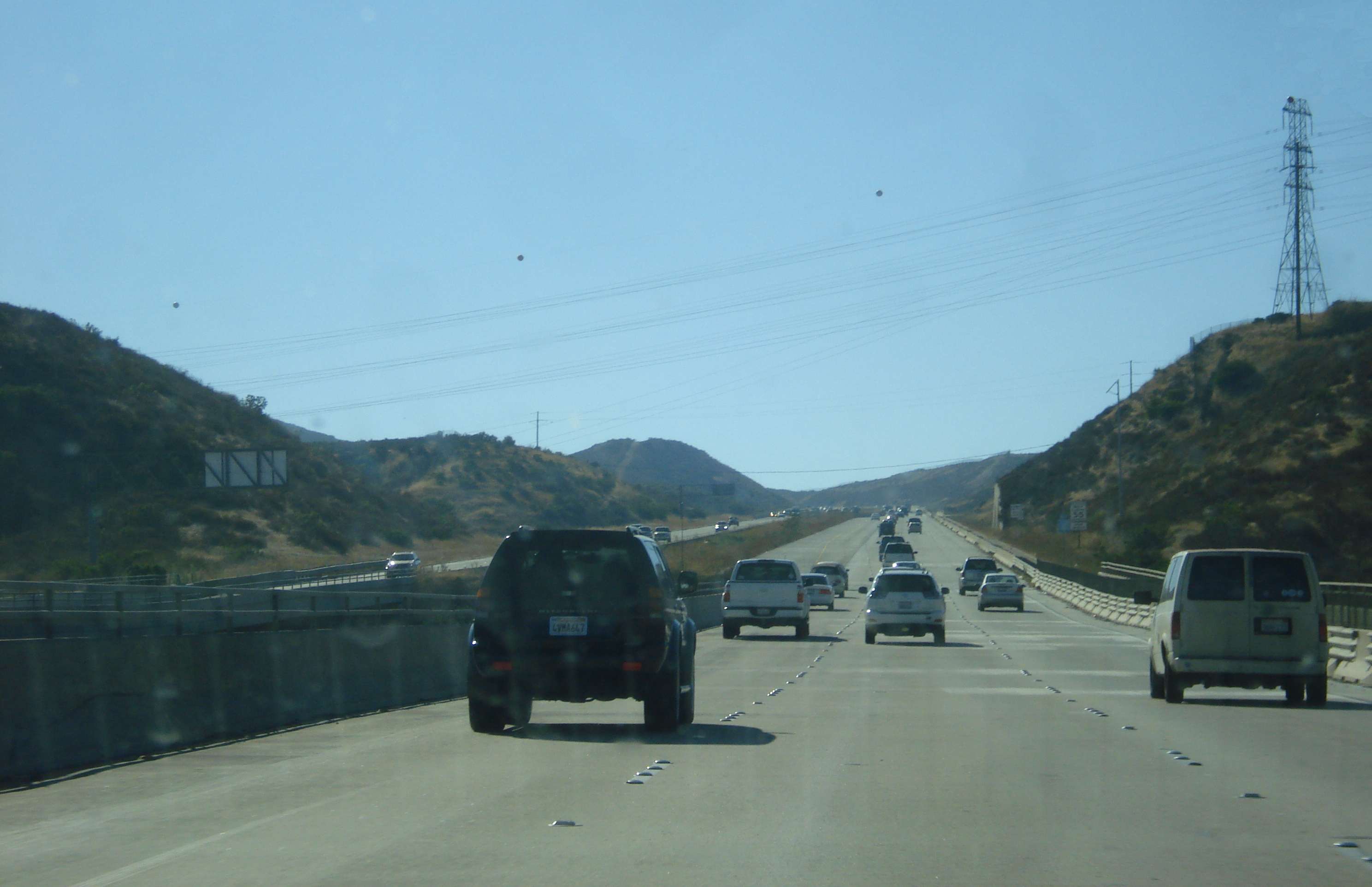
Sentido oeste da SR 52, em diração à I-15

A SR 52 começa no oeste da I-5 e no extremo leste do Parkway La Jolla. Antes de adentrar ao San Clemente Canyon, a via se torna uma estrada a partir do momento em que intersecta a I-5. A via continua a norte do Falha de Rose Canyon, formada no período Cretáceo Superior, com rochas com idade estimada em 90 milhões de anos. A rodovia segue e passa pela base militar de  MCAS Miramar, intersectando a I-805.
Da I-805 até a SR 163, a via continua numa área em que são visíveis sedimentos do período Plioceno, com idades estimadas de 10 milhões de anos. Após, a SR 52 cruza com a  SR 163.
Após esse cruzamento, a rodovia deixa a área militar e entra no bairro de Tierasanta, onde há uma junção com a Santo Road, após passar o parque regional Mission Trails, uma reserva de preservação ambiental, por alguns quilômetros. Esta parte da estrada passa por uma paisagem que contém rochas do período Eoceno com idade estimada de 50 milhões de anos, além de fósseis marinhos. Há também a presença de rochas ígnea e graníticas que datam de 150 milhões de anos, uma formação não usual da camada Eocênica.

A partir desse trecho, passa a existir uma ciclovia de mão dupla, entre a Santo Road e o Mast Boulevard.
A via é extremamente importante para a economia e mobilidade urbana da região. Esta rota é conhecida como Soledad Freeway e The San Clemente Canyon Freeway.

História de construção da SR 52

## Futuro
Há planos para adicionar uma faixa de rolamento em cada uma das direções, assim como duas pistasreversíveis entre a I-15 e a SR 125. Esses planos foram propostos em 2008, mas enfrentou problemas de planejamento. Existe um previsão de que esta ideia possa ser concluída até 2040. A Caltrans (Departamento de trânsito da Califórnia) recomenda adicionar duas faixas extras entre a I-5 e a I-805, e duas Faixas HOV.